# 代赫舒爾
代赫舒爾（阿拉伯语：‎，羅馬轉寫：Dahšūr ，又譯達夏爾、達哈舒、達舒爾）是距離開羅南部約40公里，位於尼羅河西岸沙漠上的一個埃及王室大型墓地（necropoleis）。該處坐落著數座金字塔，其中兩座是埃及最古老、最大及保存得最好的金字塔。代赫舒尔是联合国教科文组织世界遗产孟菲斯及其墓地金字塔的一部分。該地的歷史可以追溯到公元前2613至2589年。

## 金字塔
彎曲金字塔及紅金字塔是古王國時代胡夫的父親斯尼夫魯在位期間興建的。彎曲金字塔形狀獨特，此乃由於金字塔在興建時出現了工程技術問題，令金字塔形狀有變。而紅金字塔是世界上第一座真正擁有光滑斜面的金字塔。

## 外部連結
- 世界遺產索引

29°48′N 31°14′E / 29.80°N 31.24°E